# Congregazione mariana delle Case della Carità
La Congregazione Mariana delle Case della Carità è un'associazione pubblica costituita nella diocesi di Reggio Emilia nel 1956. La storia di questa associazione di fedeli è la medesima dello sviluppo delle Case della Carità, quasi dei piccoli “cottolengo”. La Congregazione si compone di diversi rami. Il primo ramo nato è quello dei volontari laici (Ausiliari)  a seguire sono nati il ramo delle Carmelitane Minori della Carità, il ramo dei Fratelli della Carità, il ramo delle Famiglie e quello dei Secolari.

## Storia
La prima casa della Carità (l’Ospizio "Santa Lucia") è nata il 28 settembre 1941 nella parrocchia di Fontanaluccia per iniziativa del parroco don Mario Prandi (Reggio Emilia, 6 febbraio 1910 - 10 ottobre 1986), sacerdote della diocesi di Reggio Emilia. Le Case della Carità aperte fino al 2018 sono 20 in Italia e 23 nel resto del mondo.

### Il fondatore
Mario Prandi (Reggio Emilia, 6 febbraio 1910 - Fontanaluccia, 10 ottobre 1986 ) nasce da una famiglia semplice e povera, quinto di sette fratelli: il papà sarto, la mamma casalinga. Carattere esuberante ed esplosivo, un vero leader in mezzo agli altri ragazzi, vivace e qualche volta artefice di scherzi e monellerie.
Entra in seminario nell'ottobre del 1925. L'ordinazione sacerdotale avviene il 15 luglio 1934. Viene subito mandato in aiuto in parrocchie dove il parroco è malato (Calerno, Castelnovo ne’ Monti, Villa Cadè). Viene infine nominato parroco a Fontanaluccia il 31 ottobre 1938, da allora inizia a scrivere un diario, fonte di informazioni preziose per conoscere la nascita delle prime Case della Carità.

### Durante la guerra
Quando scoppia la guerra, in Italia nel 1940, l’Ospizio "Santa Lucia" diventa un luogo di rifugio, di riparo; un ospedale per tanti italiani e stranieri (inglesi e tedeschi) feriti durante la guerra.

### La fondazione della congregazione
Sabato 11 febbraio 1956, il Vescovo Beniamino Socche firma l'atto di riconoscimento canonico della Congregazione.

## Le Case della Carità in Italia

### Modena
- Ospizio "Santa Lucia"[4][14] in Fontanaluccia, frazione di Frassinoro, aperta il 28 Settembre 1941
- Casa della Carità "La Visitazione"[13][15] nel comune di Sassuolo, aperta il 9 Dicembre 1950
- Casa della Carità "Vitriola"[16] nel comune di Montefiorino, aperta il 15 Ottobre 1960
- Casa della Preghiera "Madonna di Pietravolta"[17] nel comune di Frassinoro
- Eremo della "Macchiaccia"[18] nel comune di Frassinoro, aperta il 1 Luglio 1981
- Casa della Carità di Cognento, nel comune di Modena, aperta il 14 febbraio 1989

### Reggio Emilia
- Casa della Carità "San Giovanni di Querciola"[19] nel comune di Viano
- Casa della Carità "Villa Cella"[20] nella città di Reggio Emilia
- Casa della Carità " San Girolamo"[21] nella città di Reggio Emilia, aperta il 19 Aprile 1958
- Casa della Carità "Cavriago"[22] nel comune di Cavriago
- Casa della Carità "Villa Argine"[23] nel comune di Cadelbosco Sopra
- Casa della Carità "Fosdondo"[24] nel comune di Correggio
- Cagnola - Casa della Carità " N.S. di Lourdes"[25] nel comune di Castelnovo nè Monti
- Casa della Carità "B.V. della Fossetta"[26] nel comune di Novellara
- Casa della Carità "Padre Pio"[27] nel comune di Busana
- Casa della Preghiera[28] nel comune di Albinea
- Casa della Carità "Don Giuseppe Reverberi"[29], nel comune di Castellarano

### Bologna
- Casa della Carità "Corticella"[30][31][32][33] aperta il 4 Ottobre 1966
- Casa della Carità "B.V. di San Luca"[34][35] a Borgo Panigale, aperta il 5 Gennaio 1974
- Casa della Carità "Madonna del Poggio"[36] nel comune di San Giovanni Persiceto, aperta il 4 Ottobre 1988

### Forlì Cesena
- Casa della Carità "Bertinoro"[37][38] nel comune di Bertinoro

### Parma
- Casa della Carità "Dono D'Amore"[39][40] nella parrocchia di Gaiano, nel comune di Collecchio

## Le case della Carità nel mondo

### Albania
- Casa della Carità "Laç Vau-Dejës"[41] nella prefettura di Scutari

### Brasile
- CdC Ruy Barbosa[42][43] nello stato di Bahia

### India
- House of Charity "Versova"[44] nella città di Mumbai
- House of Charity "Uttan"[45] nella città di Thane
- House of Charity "Mamangalam"[46] nella città di Kochi
- House of Charity "Shanti Niwas"[47] nella città di Mumbai
- Verapoly - House of Charity Marian Sneha Niwas[48] nella città di Kochi

### Madagascar
- Maison de Charitè "Tongarivo"[49] nella città Antananarivo, aperta il 11 Febbraio 1969
- Maison de Charitè "Ambositra"[50] nella città Ambositra, aperta il 13 Dicembre 1973
- Maison de Charitè "Andohatapenaka"[51] nella città Antananarivo, aperta il 14 Settembre 1997
- Maison de Charitè "Tamatave"[52][53] nella città Toamasina
- Noviciat St. Joseph "Manresa"[54] nella città Antananarivo
- Fondatione medical "Ampasimanjeva"[55] nella città Manakara
- Maison de Charitè "Ambatomena"[56] nella città Fianarantsoa
- Maison de Charitè "Ambanidia"[57] nella città Antananarivo
- Ambalagony - Maison de Charitè "Ambositra"[58] nella città Fianarantsoa
- Maison de Charitè "Antsirabè"[59] nella città Antsirabè
- Maison de Prière "Itaosy"[60] nella città Antananarivo
- Maison de Charitè "Abatondrazaka"[61] nella città Abatondrazaka
- Maison de Charitè "Mananjary"[62] nella città Mananjary
- Maison de Charitè "Ankarefo"[63] nella città Ambositra
- Maison de Charitè "Moramanga"[64] nella città Moramanga